# Матте, Романо
Романо Матте (итал. Romano Mattè; 17 января 1939, Тренто, Италия) — итальянский футболист и тренер.

## Карьера
В качестве футболиста выступал на позиции защитника в клубах Серии D. В раннем возрасте завершил карьеру и приступил к тренерской деятельности. Вначале работал с юниорскими командами, а затем — с любительскими. Постепенно Матте удалось дойти до профессиональных клубов. В начале девяностых годов после сделки итальянской «Сампдории» и Федерации футбола Индонезии Матте отправился в командировку азиатскую страну. В первое время он возглавлял молодежную и юниорскую сборную, а затем он стал наставником главной национальной команды. По контракту он каждый месяц получал по 17 миллионов индонезийских рупий. Благодаря работе тренера, два индонезийских футболиста Курниа Санди и Курниаван Дви Юлиато отправились в систему «Сампдории». В 1996 году из-за семейных обстоятельств был вынужден вернуться в Италию.
Летом 2000 года итальянец возглавлял сборную Мали. Во время своей работы Матте отмечал, что большая роль в местном футболе отводится колдунам, которые были при многих командах. В 2001 году после победы малийцев над ЮАР (2:0), специалист покинул свою должность.
В 2008 году вернулся в Италии, где помогал поддерживать форму футболистам, находящимся без клубов. Также Матте являлся тв-экспертом на канале «TeleArena».

## Достижения
«Ливорно»
- Обладатель Кубка Италии Серии C: 1986/1987